# 銀細工職人
銀細工職人（ぎんざいくしょくにん、英：Silversmith）は、銀製または金製の物を製作する職人及び彫金家のことである。銀細工師（ぎんざいくし）ともいう。
銀細工職人と金細工職人は、技法、訓練法、歴史、ギルドは、概ね同じであるが、製作されるものの範囲が多く、最終製品が多岐にわたるため、正確には同義語ではない。しかし、ほとんどの金細工職人が、常に銀細工も手がけているのに対して、銀細工職人はそうではない。銀細工とは、銀や金の金属シートをホローウェア（深皿）やフラットウェア（平皿）や銀食器、教会用の皿や彫刻などに加工することである。また、銀製の宝飾品類の製作も含まれる可能性がある。
日本では装飾を主とする銀細工職人のことを銀師（しろがねし）と呼んでいる。対象となる銀細工は鎖・紐釦・指輪・かんざし、その他に長持・挟箱・屏風・灯籠・輿車等の金具の飾りなども多岐に渡る。